# Erica sicula
L'erica siciliana (Erica sicula Guss., 1821) è una pianta della famiglia Ericaceae, diffusa nella Sicilia nord-occidentale, ma presente anche in Libia, Cipro, Turchia, Siria e Libano.

## Descrizione
È una pianta perenne, arbustiva e sempreverde, si presenta come un cespuglio denso alto e largo circa 50 cm, alta da 30 a 150 cm.
Ha foglie aghiformi e brevi lunghe 5–6 mm, verde scuro di aspetto vellutato.
I fiori sono penduli e raccolti in mazzetti all'apice dei fusti, con corolla imbutiforme di colore rosa. Fioritura: aprile

## Distribuzione e habitat
In Sicilia è endemica di alcuni promontori calcarei a ridosso del mare della parte settentrionale della provincia di Trapani. Cresce sulle rupi calcaree da 0 a 500 m di altitudine.

## Tassonomia
Sono note 2 sottospecie:
- Erica sicula subsp. sicula Guss - diffusa in Sicilia, Libia, Turchia, Libano e Siria
- Erica sicula subsp. bocquetii (Peşmen) E.C.Nelson - endemica della Turchia.